# Tate Reeves
Jonathan Tate Reeves (* 5. června 1974 Florence, Mississippi) je americký politik a člen Republikánské strany, od ledna 2020 guvernér Mississippi.
V letech 2004 až 2012 působil v Mississippi jako státní finanční manažer (anglicky Treasurer). V roce 2012 se stal viceguvernérem Mississippi, když jej do funkce jmenoval guvernér Phil Bryant. Ve volbách v roce 2019 byl poté Reeves guvernérem sám zvolen, když s náskokem 5 % hlasů porazil kandidáta Demokratické strany Jima Hooda. Funkci poté obhájil ve volbách v roce 2023 se ziskem 51 % hlasů, když proti němu kandidoval Demokrat Brandon Presley.
Od roku 2001 je ženatý, má tři děti.